# De witte wraak
De witte wraak is een kort verhaal uit de reeks van Suske en Wiske. Het werd gemaakt voor het boek 100 jaar Willy Vandersteen dat verscheen op 15 juni 2013.

## Locaties
- Kalmthout, natuurgebied De Maatjes, huis van tante Sidonia

## Personages
- Suske, Wiske, Schanulleke, tante Sidonia, Lambik, Jaan den Turfsteker, drie witte madammen, Vitamitje

## Het verhaal

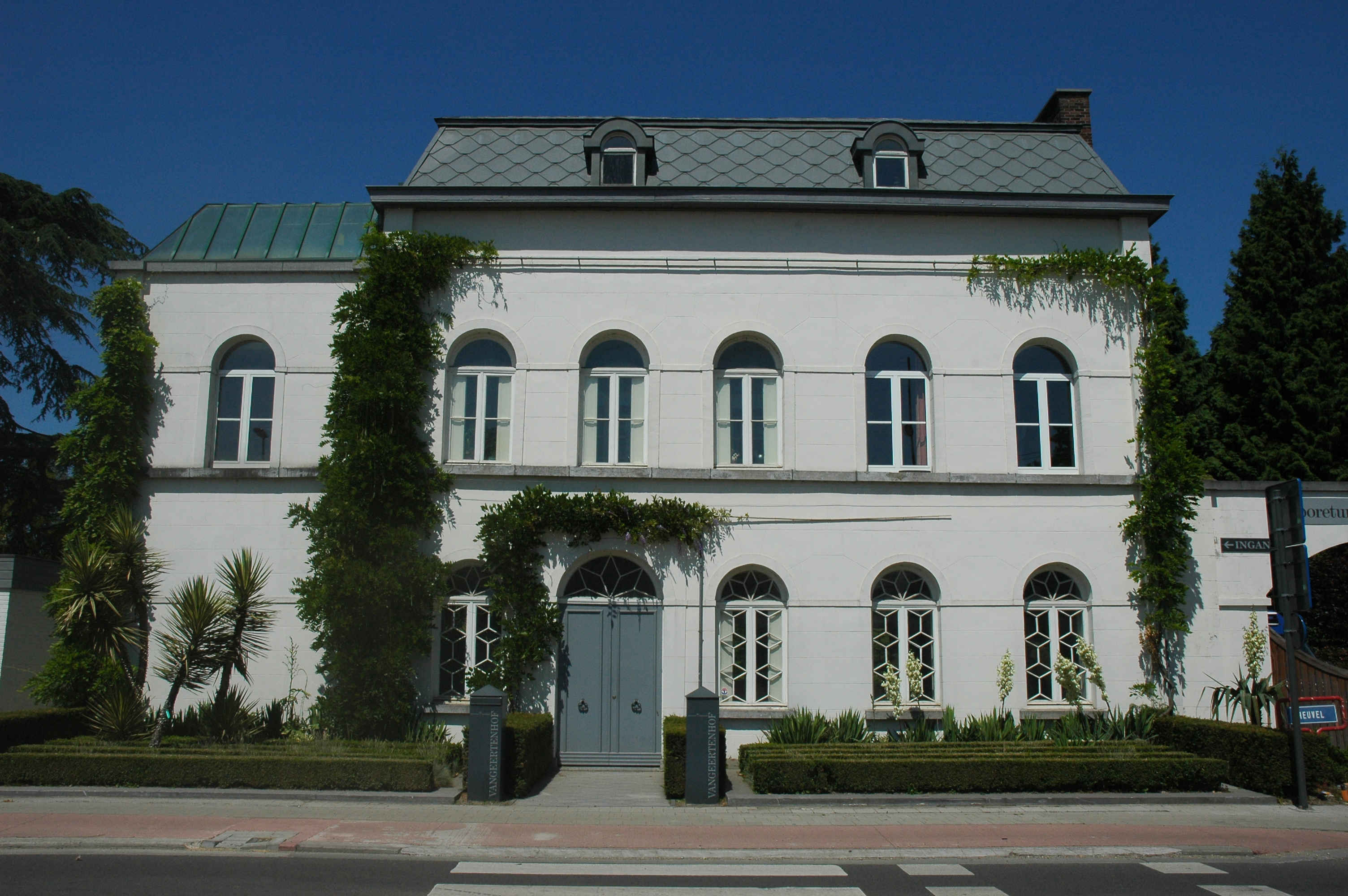
arboretum

Bij het natuurgebied De Maatjes stijgen drie witte madammen stijgen op uit de aarde. Ze konden dit een eeuw lang niet doen, omdat Jaan den Turfsteker hen steeds in de grond stampte. Ze maken Jaan wakker, die zich ten rusten had gelegd nadat de turfstekersnijverheid verminderde. Schanulleke hoort het gehuil van Jaan en schrijft een briefje voor ze het raam uit glipt. 
Het popje hoort dat Jaan het symbool van de turfstekers in Nieuwmoer is, maar alle turfstekers zijn verdwenen. Jaan laat Schanulleke zien hoe het vroeger was, toen turf als brandstof uit het gebied werd geëxporteerd. Jaan denkt dat hij zal sterven van verdriet nu hij weet dat er geen turfstekers meer zijn, waarop Schanulleke hem laat zien dat de bevolking nog wel trots is op de gemeente. 
Als Wiske ontdekt dat Schanulleke is verdwenen gaat ze met Suske, in Vitamitje, naar Schanulleke op zoek. Schanulleke laat Jaan intussen de Onze-Lieve-Vrouw Middelareskerk zien en het arboretum, een van de oudste in Vlaanderen. Ook laat ze aan Jaan schilderijen van Suske en Wiske, een standbeeld van Willy Vandersteen, Station Heide en het standbeeld van Moeder Kee op het Heidestatieplein zien. Jaan en Schanulleke gaan ook naar de Kalmthoutse Heide. 
Jaan is nu opgevrolijkt en bedankt Schanulleke, maar dan wordt het popje afgepakt door de witte madammen die Schanulleke willen overleveren aan de nevelen van de tijd, de oermoeder van de witte madammen. Schanulleke wordt echter op tijd gered door Vitamitje met Suske en Wiske. Bij de zonsopgang verdwijnen de witte madammen, nevelen kunnen namelijk niet tegen zonlicht. 
Jaan viert het maatjesfeest met iedereen mee. Niemand heeft door dat het de echte Jaan is en niet de stadsreus uit de folklore.